# Władysław Gonzaga Myszkowski
Władysław Gonzaga Myszkowski (1593 circa – 7 giugno 1658) è stato un nobile, politico e militare polacco, governatore di Cracovia (dal 1656), Sandomierz (dal 1650), Bracław (dal 1649), 4° nell'Ordinamento Pińczów, comandante dell'esercito polacco della corona nel 1630.

## Biografia
Figlio di Zygmunt Gonzaga Myszkowski, 1° Ordinamento Pińczów, e di Elżbieta z Ziemblic Boguszówna (†1643), castellani di Zawichost.
Nel 1622 studiò a Bologna e nel 1642 all'Università di Padova. Nel 1632 firmò l'elezione di Ladislao IV Vasa. Membro della provincia di Cracovia per il parlamento ordinario nel 1637. Firmò l'atto dell'elezione di Giovanni II Casimiro di Polonia nel 1648.
Prese parte alla battaglia di Berestečko nel 1651.
Deputato dal Senato al tribunale fiscale di Radom nel 1652 e di Leopoli nel 1653.
Durante l'invasione svedese nel 1655, emigrò in Slesia con il re Giovanni II Casimiro di Polonia.
Nel 1657 fece erigere una chiesa a Stradów (villaggio attualmente nel comune di Czarnocin) a proprie spese. Sposato con Anna Mohilanką, figlia di Ieremia Movilă, Voivoda di Moldavia.
Morì senza figli nel 1658, fu l'ultimo di questo ramo della famiglia Myszkowscy. Fu sepolto nel mausoleo dei Myszkowski, nella basilica della Santa Trinità a Cracovia.